# Trotogonia pallidata
Trotogonia pallidata là một loài bướm đêm trong họ Geometridae.